# Земетресение в Кашмир (2005)
Кашмирското земетресение е земетресение с магнитуд 7,6 по Скалата на Рихтер, станало в 08:51 пакистанско време (09:21 индийско време) на 8 октомври 2005 в контролираната от Пакистан част на областта Кашмир.
По официални данни жертвите са 87 350, но според някои оценки надхвърлят 100 000 души. Около 3,3 милиона души остават без подслон в началото на зимата. Материалните щети се оценяват на 5 милиарда американски долара.